# Lophura nycthemera

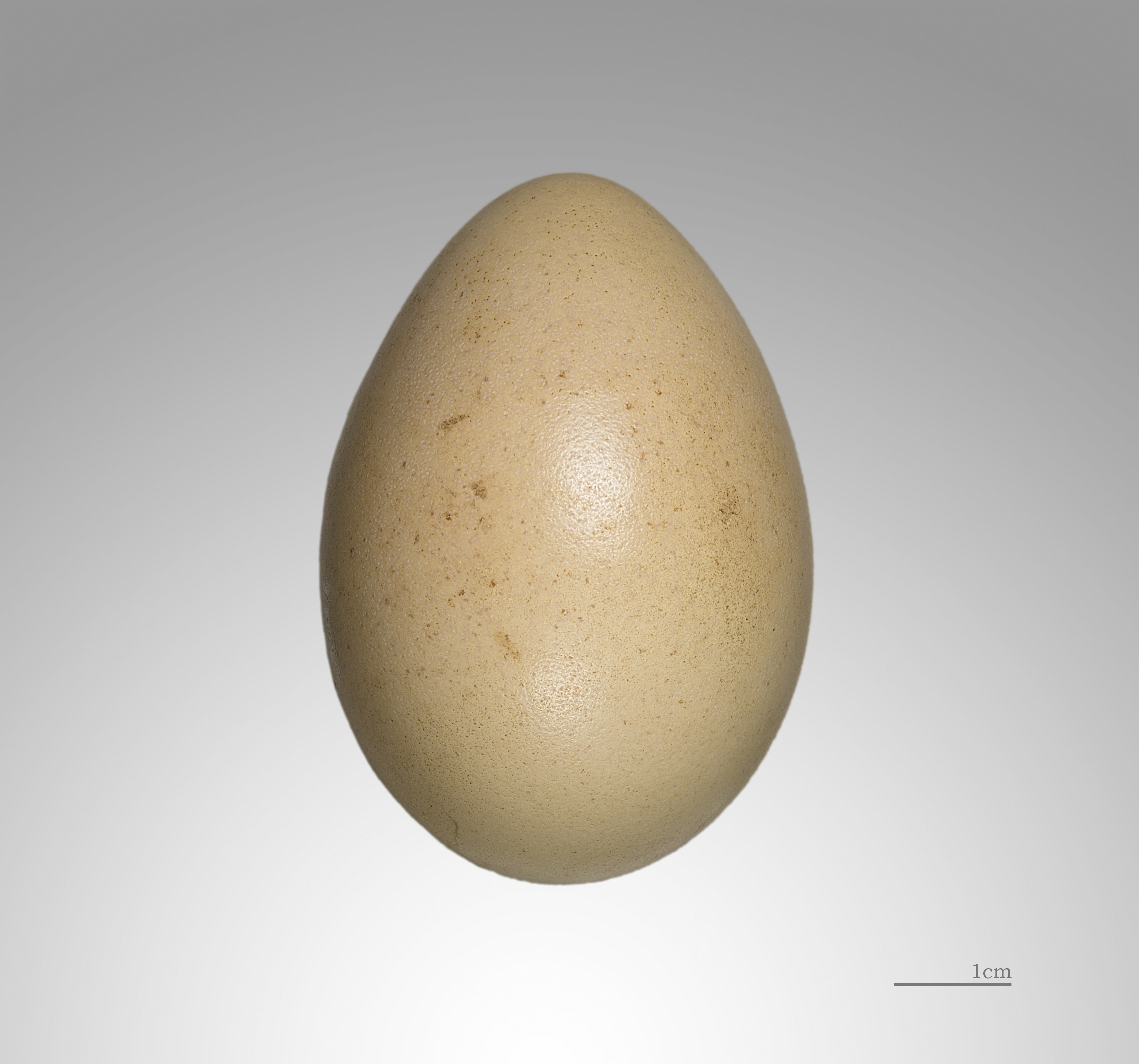
Huevo de Lophura nycthemera

El faisán plateado (Lophura nycthemera) es una especie de ave galliforme de la familia Phasianidae autóctona de China e Indochina. Su inconfundible plumaje se caracteriza por combinar el negro con un tono pálido plateado que cubre alas y cola.

## Subespecies
Se reconocen 15 subespecies de Lophura nycthemera:
- L. n. occidentalis - S-centro China (NO Yunnan) y NE Birmania
- L. n. rufipes - tierras altas del N Birmania
- L. n. ripponi - tierras altas del N Birmania
- L. n. jonesi - Myanmar al SO China (SO Yunnan) y centro de Tailandia
- L. n. omeiensis - S-centro China (S Sichuan)
- L. n. rongjiangensis - S-centro China (SE Guizhou)
- L. n. beaulieui - S-central China (SE Yunnan) al N Laos y N Vietnam
- L. n. nycthemera - S China (Cantón y Guangxi) al N Vietnam
- L. n. whiteheadi - Hainan (S China)
- L. n. fokiensis - SE China (NO Fujian y (?) Zhejiang)
- L. n. berliozi - Vietnam central (vertiente O de la Cordillera Annamita)
- L. n. beli - Vietnam central (vertiente E de la Cordillera Annamita)
- L. n. engelbachi - S Laos (meseta de Bolaven)
- L. n. lewisi - montes del SO Camboya y SE Tailandia
- L. n. annamensis - bosques montanos del S Vietnam